# 斯坦德罗普

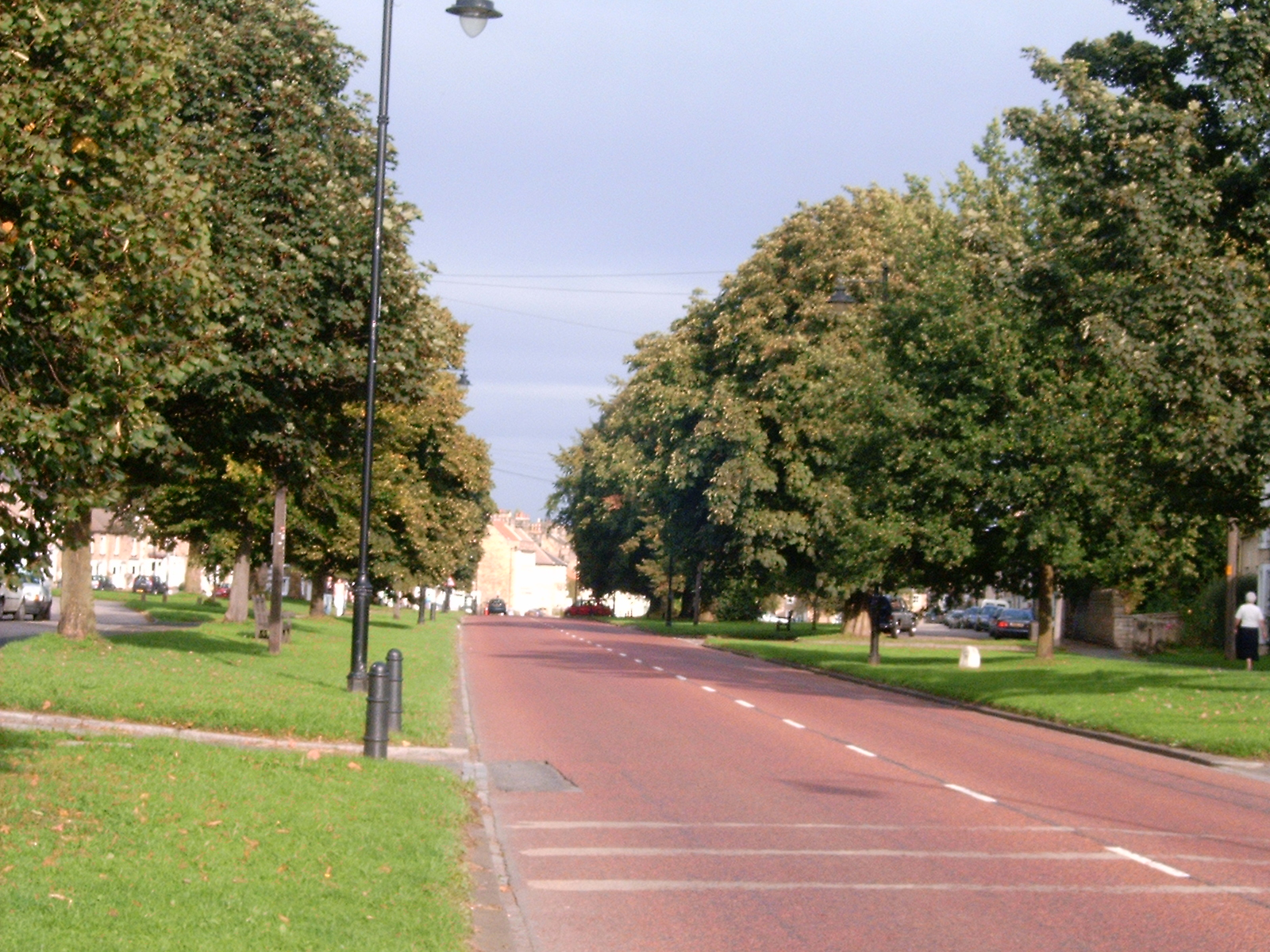
A688公路贯穿斯坦德罗普绿化带的中心

斯坦德罗普（Staindrop）是位于英格兰达勒姆郡巴纳德堡东部的一个村庄和公民教区。根据2011年的人口普查（包括克莱特拉姆和Killerby），该地区的人口为1310人。该村庄拥有典型的达勒姆郡长草坪。
村内的英格兰教区圣玛丽教堂最古老的部分可追溯到盎格鲁-撒克逊时期，建于10或11世纪。教堂内有许多纪念碑，其中包括内维尔家族成员的雕像。
斯坦德罗普北部坐落着雷比城堡及其花园。此外，该村还设有一家船用桅杆商店和一家邮局。
距离村庄西北约3英里（5公里）处是雷比旧乡间小屋，这是一座中世纪的塔式建筑，可能是为内维尔家族在拉比城堡建造的。该建筑在19世纪进行了修复，并且现在被用作旅游住宿。
迪纳里是前达勒姆郡副中尉威廉·肯普·特罗特少校和他的妻子玛丽·霍尔克罗夫特的家园。
该村拥有许多当地企业，包括本地报刊经销商、剪报室和一家茶馆。此外，还有一个小型工业区，主要由当地企业（如细木工和水管工）使用。
斯坦德罗普拥有两所学校：英格兰斯塔恩德罗普教会小学和斯塔恩德罗普学校（中学）。此外，村中还有一家名为惠特谢夫小酒店的酒吧，当地居民俗称其为“顶楼”。
测量员杰里米·迪克森与查尔斯·梅森共同计算并布置了北美的梅森-迪克森线，其起点就位于斯坦德罗普。迪克森的墓地位于贵格会教徒墓地内，毗邻老朋友会议室。托马斯·品钦的历史小说《梅森与狄克逊》曾提及斯坦德罗普是杰里米·迪克森最钟爱的住所之一。

## 名人
- 查尔斯·邦盖·福西特(地理学家)
- 查尔斯·威尔布拉汉姆·沃森·福特(军官)